# Kleinwelsbach
Kleinwelsbach est une ancienne commune allemande de l'arrondissement d'Unstrut-Hainich, Land de Thuringe.

## Géographie
Kleinwelsbach se situe sur la Welsbach.
|                 | Neunheilingen |                |
|                 | Kleinwelsbach | Kirchheilingen |
| Bad Langensalza |               | Sundhausen     |

## Histoire
Kleinwelsbach est mentionné pour la première fois en 1195.
En 1936, le village subit une invasion de hannetons.
Le 2 novembre 1944, les avions alliés bombardent le train près de la petite gare. Il y a des morts (dont 3 de Kleinwelsbach) et des blessés graves.
Dans les années 1950 et 1960, le village est victime à plusieurs reprises des doryphores ainsi que d'inondations et de la grêle.

## Source, notes et références
- (de) Cet article est partiellement ou en totalité issu de l’article de Wikipédia en allemand intitulé « Kleinwelsbach » (voir la liste des auteurs).